# IF Domnarvet
IF Domnarvet (1984-2007) var Borlänges äldsta innebandyförening. Herrlaget spelade som bäst i innebandyns elitserie under sent 80-tal och tidigt 90-tal. Klubben var Borlänges största innebandyförening och hade förutom herrlaget ett damlag (spelade som högst i division 1) och ungdomslag på både pojk- och flicksidan.
IF Domnarvet slogs inför säsongen 2008/2009 ihop med Kvarnsveden IBC och Borlänge SK till IBF Borlänge.